# فينتسيسلاف بونيف
فينتسيسلاف بونيف (بالبلغارية: Венцислав Бонев)‏ هو لاعب كرة قدم بلغاري في مركز الدفاع، ولد في 8 مايو 1980 في صوفيا في بلغاريا. لعب مع نادي بوتيف بلوفديف ونادي لوكوموتيف صوفيا.

## وصلات خارجية
- فينتسيسلاف بونيف على موقع قاعدة بيانات كرة القدم.إي يو (الإنجليزية)
- فينتسيسلاف بونيف على موقع Soccerway.com (الإنجليزية)